# Phoma caloplacae
Phoma caloplacae är en lavart som beskrevs av David Leslie Hawksworth. Phoma caloplacae ingår i släktet Phoma, ordningen Pleosporales, klassen Dothideomycetes, divisionen sporsäcksvampar och riket svampar. Arten är reproducerande i Sverige.